# Reino Temperado do Pacífico Norte
O Reino Temperado do Pacífico Norte é uma região biogeográfica dos mares da Terra, compreendendo as águas temperadas do norte do Oceano Pacífico.
O Pacífico Norte Temperado conecta-se, através do mar de Bering, ao reino marinho do Ártico, que inclui as águas polares do mar Ártico. Ao sul, transita para os reinos marinhos tropicais do Pacífico.
A fauna característica inclui o salmão e a truta do Pacífico (Oncorhynchus spp.), a baleia-cinzenta (Eschrichtius robustus) e a baleia franca do Pacífico Norte (Eubalaena japonica).